# استان نیانزا
استان نیانزا (به انگلیسی: Nyanza Province)، یکی از هشت استان اداری کنیا بود.
این منطقه از ۶ شهرستان تشکیل شده و در قسمت جنوب غربی کنیا در اطراف دریاچه ویکتوریا واقع شده است و شامل بخشی از لبه شرقی دریاچه ویکتوریا است. همچنین قبایل بانتو زبان در این استان زندگی می‌کنند. استان نام خود را از نیانزا، یک کلمه بانتو که به معنی یک توده بزرگ از آب است گرفته شده است.
مرکز این استان شهر کیسومو، سومین شهر بزرگ کنیا است.

## جمعیت
جمعیت آن بر اساس سرشماری سال ۲۰۰۹ شامل ۵٬۴۴۲٬۷۱۱ نفر بوده است.

## مساحت
مساحت کل آن ۱۲٬۴۷۷٫۱ کیلومتر مربع است